# Naib
Naib (arab. "vikarie, ombud", plur. nuwwab), förekommer i åtskilliga sammansättningar, till exempel naib es-saltane,  tillförordnad regent, naib kadi, underdomare, mejlis en-nuwwab, arabisk översättning av folkrepresentation, riksdag, och användes dessutom som titel på lägre domare och ämbetsmän, vilka inom mindre förvaltningsdistrikt representerar den öfverordnade kadin eller mullahn. Pluralformen nuwwab (varav nawab) begagnas i persiskan även som titel med singular betydelse, motsvarande vårt "kunglig höghet" o.d.
Naib är också en härskartitel i Frank Herberts science fiction-romaner om Dune. En bärare av titeln naib är ledaren för en sietch, ett mindre fremenskt samhälle, och får sin titel genom att utmana den förre naiben på duell, och ta dennes liv. Naiben har kontroll över sietchens krigföring, kryddsamling, flyttning, och så vidare. Sällan brukar fremener förenas och låta folk bära högre titlar, men undantag finns, som när planetologen Liet-Kynes utsågs för att terraformera Arrakis, eller när Paul-Muad'Dib blev Padishah Kejsare, "Naibernas Naib."